# Paavo Lipponen
 (septembre 2019).
Si vous disposez d'ouvrages ou d'articles de référence ou si vous connaissez des sites web de qualité traitant du thème abordé ici, merci de compléter l'article en donnant les références utiles à sa vérifiabilité et en les liant à la section « Notes et références ».
Pour les articles homonymes, voir Lipponen.
Paavo Tapio Lipponen, né le 23 avril 1941 à Turtola, est un homme d'État finlandais, membre du Parti social-démocrate de Finlande (SDP).
Désigné président du Parti social-démocrate en 1993, il devient Premier ministre deux ans plus tard, et gouverne jusqu'en 2003 en dirigeant une coalition associant le centre droit et la gauche.
En 2003, il est désigné président de la Diète nationale, mais se retire quatre ans plus tard du jeu politique. En 2011, Lipponen est investi candidat à l'élection présidentielle de 2012, mais il est cependant éliminé à l'issue du premier tour de scrutin.

## Biographie

### Formation
Étudiant au Dartmouth College, puis à l'université d'Helsinki, il a exercé la profession de journaliste.

### Débuts en politique
En 1979, il est choisi comme secrétaire par le Premier ministre social-démocrate Mauno Koivisto, et travaille à ses côtés jusqu'en 1982. Il est élu l'année suivante député à la Diète nationale, mais perd son mandat dès 1987.

### Chef du SDP et du gouvernement
Réélu parlementaire en 1991, il prend, en 1993, la présidence du SDP en remplacement d'Ulf Sundqvist, suspecté de fraude fiscale. Il conduit les sociaux-démocrates à la victoire lors des élections législatives du 19 mars 1995, le SDP remportant 28 % des voix et 63 députés sur 200. 
Il forme ensuite une « coalition arc-en-ciel » réunissant le Parti de la Coalition nationale (Kok), l'Alliance de gauche (Vas), la Ligue verte (Vihr) et le Parti populaire suédois de Finlande (SFP), qui totalisent 144 sièges, et accède au poste de Premier ministre le 13 avril. Il mène alors une politique sociale-libérale, destinée à réduire le chômage et relancer la croissance économique.
Aux élections législatives du 21 mars 1999, le SDP recule à 51 députés, mais la coalition dans son ensemble ne perd que cinq sièges, grâce à la progression du Kok. Les écologistes quittent la coalition en 2002, à la suite de la décision du gouvernement de construire un nouveau réacteur nucléaire.
Il est l'initiateur de la dimension septentrionale, donnée à l'Union européenne (UE) à la fin des années 1990, et préside le Conseil européen des 15 et 16 octobre 1999, qui formalise le principe de coopération policière et judiciaire en matière pénale (CPJP), qui aboutira à la création d'Eurojust.

### Président de la Diète nationale
De nouveau candidat à sa succession aux élections législatives du 16 mars 2003, son parti progresse de deux sièges, mais termine deuxième, derrière le Parti du centre (Kesk), qui l'emporte par deux sièges et six mille trois cents voix d'avance.
À la suite de la formation d'une alliance entre les centristes et les sociaux-démocrates, la présidente du Kesk, Anneli Jäätteenmäki, prend la tête du gouvernement le 17 avril, tandis que Lipponen est élu président de la Diète nationale. En juin 2005, le secrétaire général du SDP Eero Heinäluoma, présenté comme son dauphin, lui succède à la présidence du parti.
Il ne se représente pas aux élections législatives du 18 mars 2007, et cède la présidence du Parlement à son ancien ministre des Finances, le conservateur Sauli Niinistö.

### Présidentielle de 2012
Alors qu'il avait initialement fait part de son refus, il décide finalement de se présenter à l'élection présidentielle de 2012. Il est investi candidat le 8 octobre 2011, après sa victoire à la primaire sociale-démocrate par 67 % des suffrages exprimés. Sa candidature est cependant un terrible échec pour le SDP. Alors que depuis 1982 le candidat social-démocrate s'est systématiquement imposé, cette fois-ci Lipponen se contente de 6,7 % des voix, en cinquième position, derrière Niinistö, l'écologiste Pekka Haavisto, le libéral Paavo Väyrynen et le nationaliste Timo Soini.

## Décorations
- Ordre de l'Étoile blanche d'Estonie de 1re classe, 1995
- Ordre de la Croix de Terra Mariana de 1re classe, 2001